# 맥심 기관총

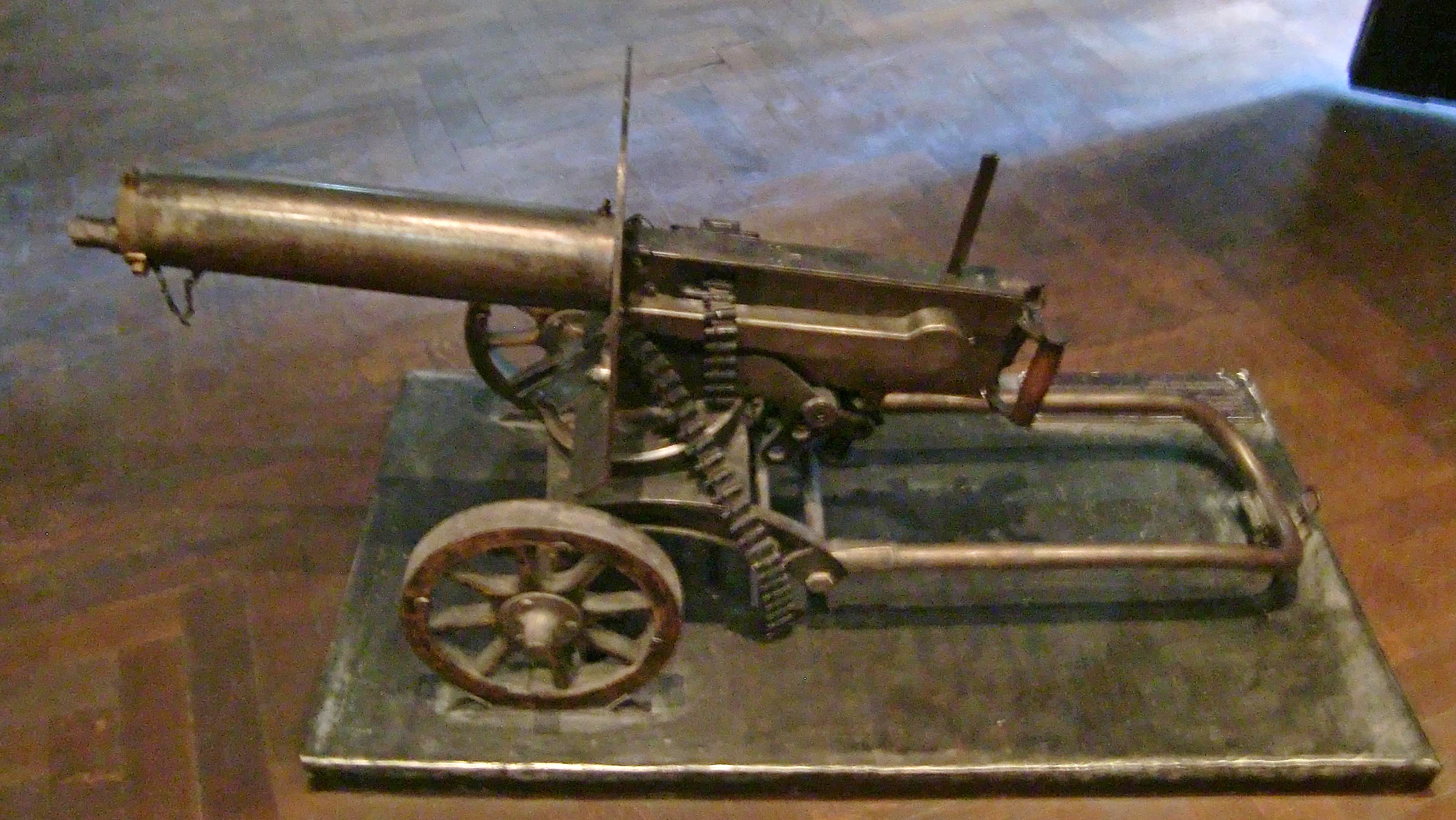
PM M1910, 러시안 맥심 기관총, 조지아 국립 박물관

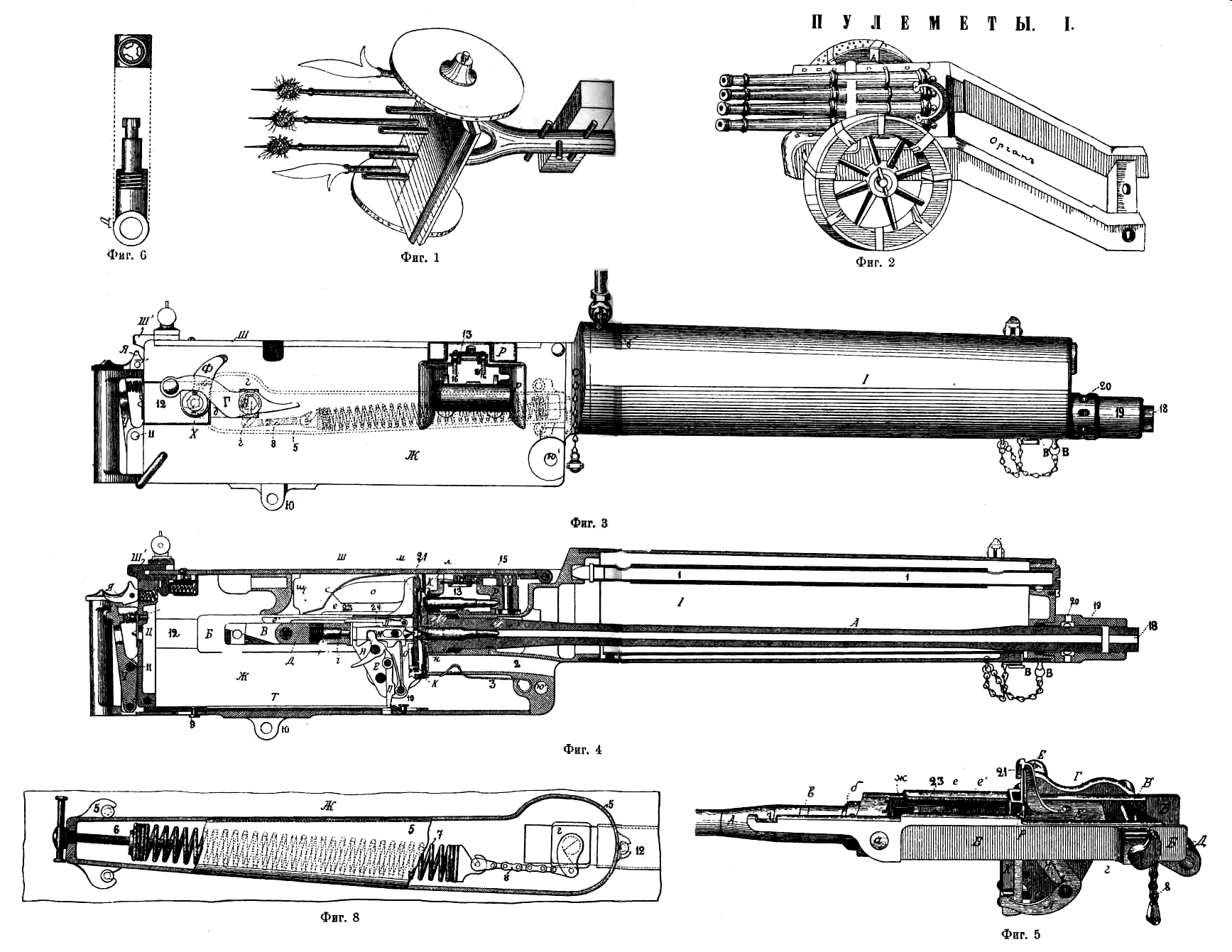
맥심 기관총 일러스트

맥심 기관총(Maxim gun)은 1884년 하이럼 맥심이 개발한 기관총이다.

## 개요
1860년대 J.개틀링이 만든 개틀링 건에 이은 근대식 기관총이다. 급탄방식을 이용하여 1분에 600발 정도를 발사할 수 있었다. 세계 최초의 완전자동식 기관총이다. 개발 즉시 미국, 영국, 프랑스, 러시아 등 여러 국가가 채택하였으며, 각지 내란의 평정에 상당히 기여하였다. 독일은 이를 본떠 MG-08 등의 변형 기관총을 만들고, 러시아는 혁명 이후에 제2차 세계대전까지 이 기관총을 쓴다. 현대 기관총의 원조라고 불리며, 1차 세계 대전과 2차 세계 대전에서 큰 활약을 했다.

## 같이 보기
- 호치키스 기관총
- 브라우닝 M1917 중기관총
- Mle1907 생태티엔느 기관총